# (38746) 2000 QT186
2000 QT186 (asteroide 38746) é um asteroide da cintura principal. Possui uma excentricidade de 0.13237850 e uma inclinação de 7.07326º.
Este asteroide foi descoberto no dia 26 de agosto de 2000 por LINEAR em Socorro.